# Byrrhus nigrosparsus
Byrrhus nigrosparsus is een keversoort uit de familie pilkevers (Byrrhidae). De wetenschappelijke naam van de soort is voor het eerst geldig gepubliceerd in 1866 door Chevrolat.